# 藤井秀哉
藤井秀哉（ふじいしゅうや、1980年9月10日 - ）は、日本の囲碁棋士。関西棋院所属。京都府出身。松村修五段門下。
新人王戦準優勝。

## 来歴
第28期新人王戦では黒瀧正憲七段・武井孝志五段・下島陽平六段・松原大成五段に勝利し決勝進出。決勝では蘇耀国七段に2敗し敗北。
第44期名人戦では最終予選で高野英樹七段・伊田篤史八段に勝利し決勝進出。

## タイトル・棋戦歴
- 新人王戦準優勝（第28期）

## 昇段履歴
- 1996年6月 入段。
- 1997年7月 二段。
- 1998年5月 三段。
- 1999年9月 四段。
- 2002年5月 五段。
- 2004年7月 六段。
- 2011年2月 七段。
- 2020年9月 八段。

## 受賞履歴
- 道玄賞 1回
- 永井賞 2回
- 平成9年新人賞獲得